# Fédération de Malaisie de football
Pour les articles homonymes, voir FAM.
La Fédération de Malaisie de football (en anglais, Football Association of Malaysia ou FAM ; en malais : Persatuan Bolasepak Malaysia) est une association regroupant les clubs de football de Malaisie et organisant les compétitions nationales et les matchs internationaux de la sélection de Malaisie.
La fédération nationale de Malaisie est fondée en 1933. Elle est affiliée à la FIFA depuis 1956 et est membre de l'AFC depuis 1958.